# Philonotis pinnata
Philonotis pinnata là một loài rêu trong họ Bartramiaceae. Loài này được Hampe Broth. mô tả khoa học đầu tiên năm 1904.